# Tipula (Lunatipula) graecolivida
Tipula (Lunatipula) graecolivida is een tweevleugelige uit de familie langpootmuggen (Tipulidae). De soort komt voor in het Palearctisch gebied.